# 临泽南站
临泽南站，位于中华人民共和国甘肃省张掖市临泽县，是兰新客运专线上的高铁站，于2014年12月26日开通启用，由兰州局集团管辖。

## 歷史
- 2014年12月26日开通启用。

## 車站周邊
- 沙河镇西寨小学
- 连霍高速公路

## 外部連結
- 中国铁路客户服务中心（页面存档备份，存于）